# Chauvincourt-Provemont
Chauvincourt-Provemont ist eine französische Gemeinde mit 393 Einwohnern (Stand: 1. Januar 2022) im Département Eure in der Region Normandie (vor 2016 Haute-Normandie). Sie gehört zum Arrondissement Les Andelys und zum Kanton Gisors. Die Einwohner werden Chauvincourtois genannt.

## Geographie
Chauvincourt-Provemont liegt etwa 55 Kilometer ostsüdöstlich von Rouen. Das Gemeindegebiet wird vom Flüsschen Bonde durchquert, das zur Lévrière entwässert. Umgeben wird Chauvincourt-Provemont von den Nachbargemeinden Étrépagny im Nordwesten und Norden, Bernouville im Norden und Osten, Dangu im Südosten, Noyers im Südosten und Süden, Vesly im Süden, Gamaches-en-Vexin im Südwesten sowie Sainte-Marie-de-Vatimesnil im Westen.

## Bevölkerungsentwicklung
| Jahr                       | 1962 | 1968 | 1975 | 1982 | 1990 | 1999 | 2006 | 2019 |
| Einwohner                  | 176  | 159  | 263  | 243  | 248  | 293  | 327  | 367  |
| Quellen: Cassini und INSEE |      |      |      |      |      |      |      |      |

## Sehenswürdigkeiten
- Kirche Saint-Maclou aus dem 12. Jahrhundert
- Schloss Provemont in Lesna aus dem 18. Jahrhundert, heute orthodoxer Konvent mit orthodoxer Kirche
- Herrenhaus von Chauvincourt aus dem 13. Jahrhundert, Monument historique seit 1961/1998

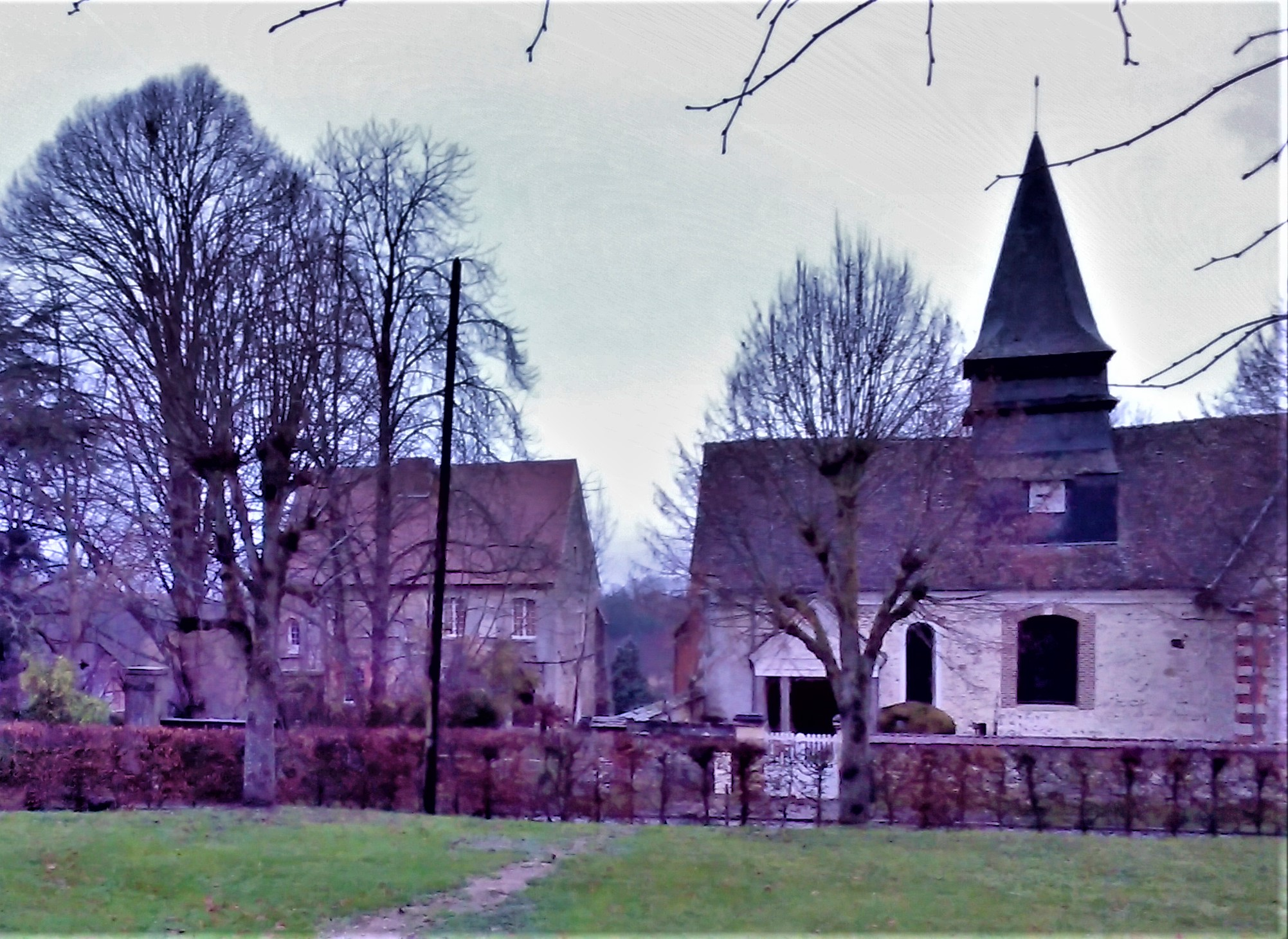
Herrenhaus
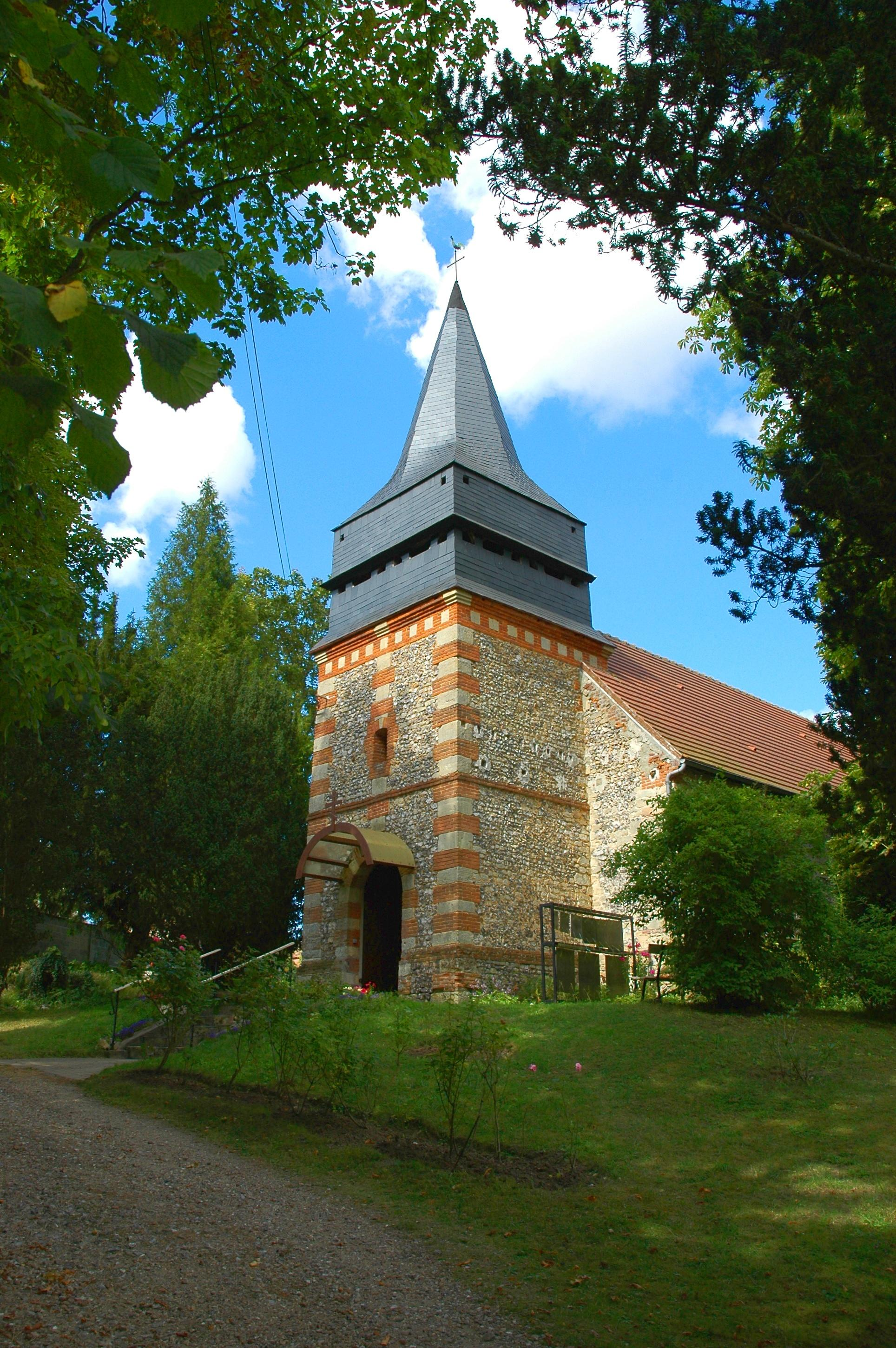
Orthodoxe Kirche
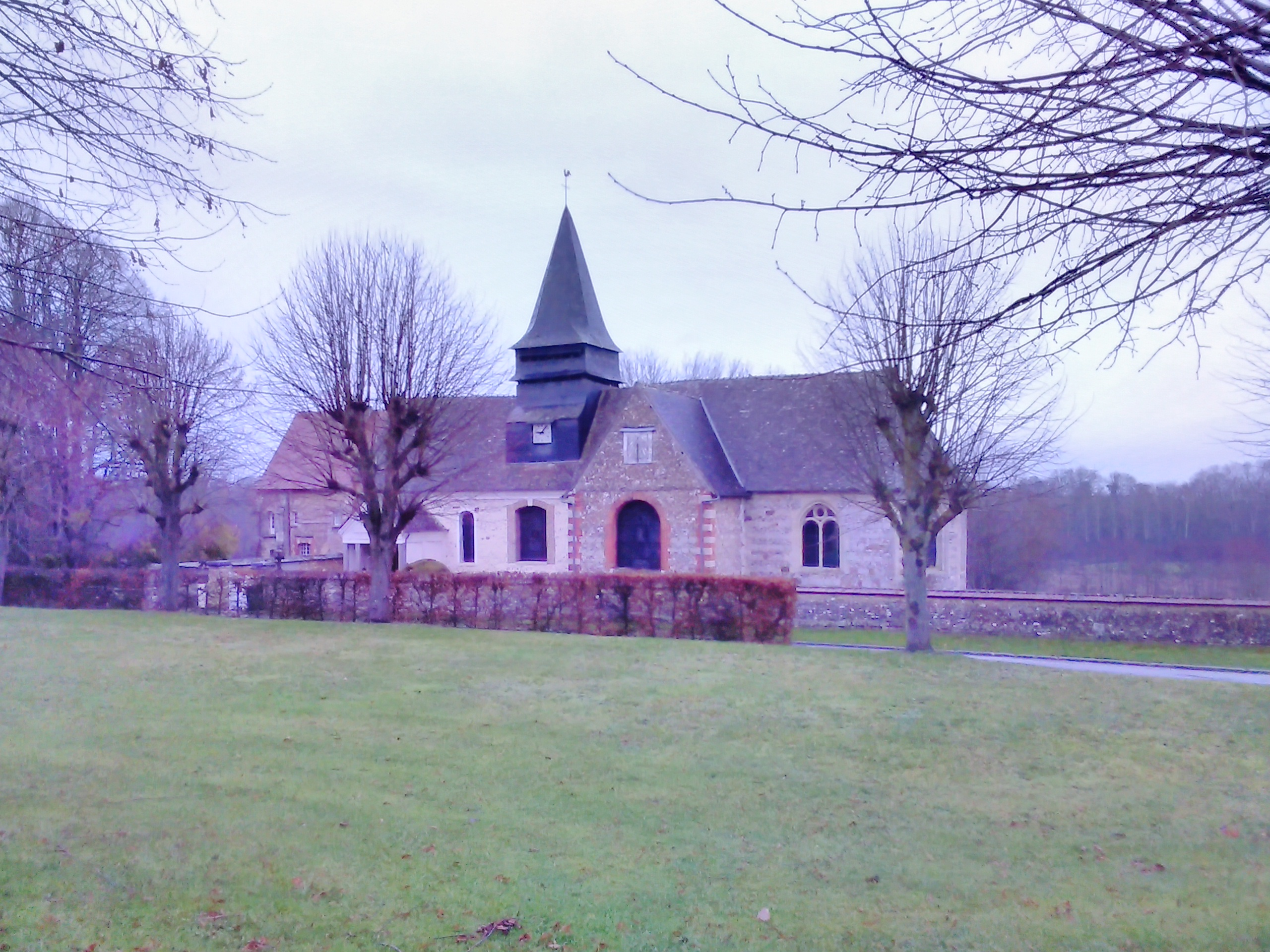
Kirche Saint-Maclou